# اللجنة الأولمبية المصرية
اللجنة الأولمبية المصرية تعرف اختصارا ب EOC هي منظمة غير ربحية، وتعتبر اللجنة الوطنية الأولمبية في مصر وهي جزء من اللجنة الأولمبية الدولية. أنشأت في 13 يونيو عام 1910 وانضمت للجنة الأولمبية الدولية في نفس العام. بدأت بمشاركة رمزية لمصر بدورة ستوكهولم الأولمبية عام 1912 بلاعب واحد فقط في لعبة السلاح وهو أحمد حسنين باشا. ومصر هي الدولة الرابعة عشرة التي انضمت للجنة الأولمبية الدولية IOC. تعتبر اللجنة الأولمبية المصرية الجهة المسؤولة عي إعداد اللاعبين ومشاركتهم في الدورات والبطولات العالمية، والإقليمية والقارية الأولمبية. ما تعتبر أيضاً الجهة الإدارية للإتحادات الرياضية الوطنية التي تمارس ألعاب رياضية مدرجة ضمن برنامج الألعاب الأولمبية.

## الدورات والبطولات المشاركة فيها[4]
- دورات الألعاب الأولمبية الصيفية.
- دورات الألعاب الأولمبية الصيفية للشباب.
- دورات ألعاب البحر المتوسط.
- دورات الألعاب العربية.
- دورات الألعاب الإفريقية.
- دورات ألعاب التضامن الإسلامي.
- دورات ألعاب الفرنكوفون.

## الإتحادات الرياضية المصرية التابعة لها[5]
- الاتحاد المصري للجودو
- الاتحاد المصري للثلاثي
- الاتحاد المصري للتجديف
- الاتحاد المصري للشراع
- الاتحاد المصري للرماية
- الاتحاد المصري للسباحة
- الاتحاد المصري للخماسي الحديث
- الاتحاد المصري للفروسية
- الاتحاد المصري للسلاح
- الاتحاد المصري لكرة القدم
- الاتحاد المصري للجولف
- الاتحاد المصري للجمباز
- الاتحاد المصري لكرة اليد
- الاتحاد المصري للهوكي
- الاتحاد المصري للقوس والسهم
- الاتحاد المصري لألعاب القوى
- الاتحاد المصري للريشة الطائرة
- الاتحاد المصري لكرة السلة
- الاتحاد المصري للملاكمة
- الاتحاد المصري للدراجات
- الاتحاد المصري للكنو والكياك
- الاتحاد المصري للتنس
- الاتحاد المصري للتايكوندو
- الاتحاد المصري لتنس الطاولة
- الاتحاد المصري للكرة الطائرة
- الاتحاد المصري للمصارعة
- الاتحاد المصري لرفع الأثقال
- اللجنة الباراليمبية المصرية

## تاريخها[6]

### النشأة
في مطلع القرن العشرين بعد أن تم تأسيس العديد من الأندية في مصر، منها ما أسسته الجاليات الأجنبية وهي غالبية الأندية في ذلك الوقت حيث بلغ عددها 66 نادياًَ، ومنها ما أنشأه المصريون، كان لابد من وجود هيئة لتنظيم المسابقات والمباريات بين هذه الأندية، فتم تأسيس الاتحاد المختلط للأندية الرياضية في الإسكندرية عام 1908 برئاسة السيد انجلو بولاناكي، وكانت مسؤوليات هذا الاتحاد هو تنظيم البطولات المصرية وعمل الاتفاقات الرياضية الدولية بين مصر والدول الأخرى.
في يونيو عام 1910 قام الكونت بيير دي كوبرتان رئيس اللجنة الأولمبية الدولية في ذلك الوقت بترشيح انجلو بولاناكي ليكون عضواً في اللجنة الأولمبية الدولية وممثلها في مصر.
في 13 يونيو 1910، قام انجلو بولاناكي بتأسيس اللجنة الأولمبية المصرية بمدينة الإسكندرية تحت رعاية الخديوي عباس حلمي الثاني وكان تشكيلها كالآتي:
- الأمير عمر طوسون في منصب الرئيس
- أمين يحيى باشا في منصب أمين الصندوق
- أنجلو بولاناكي في منصب السكرتير العام
- أحمد زيور باشا كعضو

كما ضمت مندوبين عن الاتحادات الرياضية بمصر في ذلك الوقت؛ مثل اتحاد ألعاب القوى، السباحة، والدراجات والتي تأسست في نفس العام.

### بداية حركة التمصير
عام 1914, بدأت فكرة رفض السيطرة الأجنبية على الإتحادات الرياضية في مصر، والمطالبة بتأسيس إتحادات مصرية مستقلة عن سيطرة الاتحاد المختلط. زادت حركة التمصير في عام 1920 عقب عودة البعثة المصرية من دورة أنفرس الأوليمبية.

### حل اللجنة الأولمبية المصرية
في عام 1928 وعقب دورة الألعاب الأولمبية في أمستردام، كانت الأاندية المصرية تمكنت من زيادة عددها لإتمام عملية التمصير ورفضت الاشتراك في اللجنة الأولمبية المصرية مما أدى إلى حلها في عام 1929.

### تعيين مصريين باللجنة الأولمبية المصرية
في عام 1930 قامت مفوضية الولايات المتحدة بمصر بإرسال دعوة لحضور الدورة الأولمبية العاشرة بلوس أنجلوس في الفترة من 30 يوليو 1932 إلى 14 أغسطس 1932 إلى وزارة الخارجية المصرية والتي بدورها أرسلت الدعوة إلى الوزارة المختصة وهي وزارة المعارف العمومية، والتي قامت بدعوة الإتحادات الرياضية للإجتماع حيث أن اللجنة الأولمبية المصرية كان قد تم حلها في عام 1929. تم رفض الدعوة من قبل الإتحادات المصرية معللة ذلك بالتمثيل الأوليمبي في مصر لشخص أجنبي.
أقترح رئيس اللجنة الأولمبية الدولية ضم عضو مصري بجانب السيد أنجلو بولاناكي، وقد قوبل هذا الاقتراح بالرفض من قبل الهيئات المصرية الرياضية وغير الرياضية وأصدرت الحكومة المصرية في ذلك الوقت كتابها الأبيض الذي ترفض فيه الأمر.
في 9 مايو 1934 صدر مرسوم بنظام اللجنة الأهلية للرياضة المصرية وتشكيل اللجنة الأولمبية المصرية. :ما صدر مرسوم آخر بتعيين محمد طاهر باشا رئيسا للجنة الأهلية وكل من جعفر والي وشريف صبري وكيلين له ولمدة أربع سنوات.
قررت اللجنة الأولمبية الدولية الاعتراف بنظام اللجنتين الأهلية والأولمبية المصرية وتعيين محمد طاهر باشا عضوا باللجنة الأولمبية المصرية ومندوبا لها بمصر وذلك خلال مؤتمر اللجنة الأولمبية الدولية بأثينا والذي عقد في 17 مايو 1934.

## رؤساء اللجنة الأولمبية المصرية عبر التاريخ
| الرقم | الاسم                      | من   | إلى      |
| ----- | -------------------------- | ---- | -------- |
| 1     | الأمير عمر طوسون           | 1910 | 1934     |
| 2     | الأمير محمد عبد المنعم     | 1934 | 1938     |
| 3     | الأمير إسماعيل داود        | 1938 | 1946     |
| 4     | السيد محمد طاهر باشا       | 1946 | 1954     |
| 5     | اللواء عبد الرحمن أمين     | 1954 | 1960     |
| 6     | السيد حسين الشافعي         | 1960 | 1962     |
| 7     | السيد محمد طلعت خيري       | 1962 | 1967     |
| 8     | السيد صفي الدين أبو العز   | 1967 | 1971     |
| 9     | الدكتور مصطفي كمال طلبة    | 1971 | 1972     |
| 10    | السيد عبد المنعم وهبي حسين | 1972 | 1974     |
| 11    | السيد محمد أحمد محمد       | 1974 | 1978     |
| 12    | السيد عبد العظيم عشري      | 1987 | 1985     |
| 13    | اللواء عبد الكريم درويش    | 1985 | 1990     |
| 14    | اللواء منير ثابت           | 1990 | 1993     |
| 15    | الدكتور جمال الدين مختار   | 1993 | 1996     |
| 16    | اللواء منير ثابت           | 1996 | 2009     |
| 17    | السيد محمود أحمد علي       | 2009 | 2013     |
| 18    | المستشار خالد زين الدين    | 2013 | 2015     |
| 19    | المهندس هشام حطب           | 2015 | 2024     |
| 20    | المهندس ياسر إدريس         | 2024 | حتى الأن |

## مجلس الإدارة[8]
- الرئيس: المهندس ياسر إدريس
- أمين الصندوق: اللواء شريف القماطي
- نائب الرئيس الأول: المستشار محمد مصطفى
- نائب الرئيس الثاني: الأستاذ إسماعيل شاكر
- الأمين العام: المهندس اللواء حازم حسني
- السكرتير العام المساعد: المهندس محمد مطيع
- المدير التنفيذى: الدكتور حسين السمري
- أعضاء: أية مدني , محمد عبد المقصود , مجدي اللوزي , أحمد كامل , أشرف حلمي , أشرف فرحات , أمنة الطرابلسي , محمد محمود , طارق السعيد

## أعضاء اللجنة الأولمبية الدولية[9]
| الاسم              | من   | إلى      |
| ------------------ | ---- | -------- |
| انجلو بولاناكي     | 1910 | 1932     |
| محمد طاهر باشا     | 1934 | 1968     |
| أحمد الدمرداش توني | 1960 | 1997     |
| رانيا علواني       | 2004 | 2012     |
| منير صالح ثابت     | 1998 | 2018     |
| أية مدني           | 2024 | حتى الأن |

## وصلات خارجية
- الموقع الرسمي للجنة الأولمبية المصرية